# Pineola (Carolina del Norte)
Pineola es un pueblo ubicado en el condado de Avery en el estado estadounidense de Carolina del Norte.

## Geografía
Pineola se encuentra ubicado en las coordenadas 36°01′42″N 81°53′29″O / 36.02833, -81.89139.